# Prairies palousiennes
Localisation
Les prairies palousiennes forment une écorégion terrestre nord-américaine du type prairies, savanes et brousses tempérées du World Wildlife Fund

## Répartition

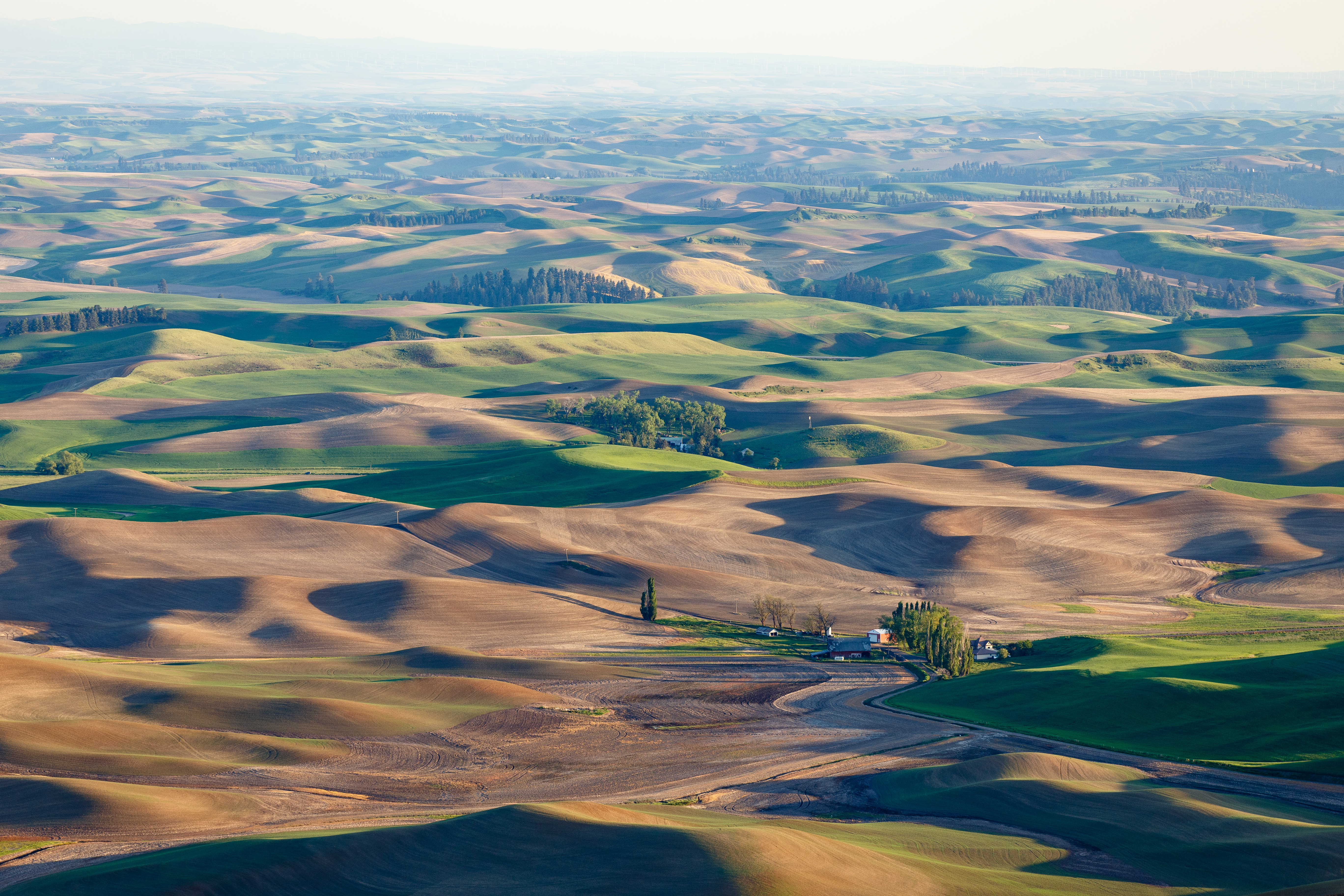
Les prairies palousiennes vues depuis une butte à Steptoe.

La prairie palousienne se retrouve au nord de l'Oregon, dans l'État de Washington, dans l'ouest de l'Idaho et dans le fond des vallées dans l'extrême sud de la Colombie-Britannique,.  Cette prairie a été altérée dans une proportion de plus de 99 %. La végétation d'origine était composée majoritairement d'agropyre à épi, de fétuque d'Idaho, de Leymus cinereus, de Pascopyrum, de Poa secunda, de Koeleria macrantha, d’Elymus elymoides et de Hesperostipa comata. Aujourd'hui, cette communauté végétale a été remplacée par des cultures de blé ou a été dominée par des espèces introduites comme le brome des toits.